# د لوکس فورد
د لوکس فورد (De Luxe Ford) خودرویی است که در سال‌های ۱۹۳۷–۱۹۴۰تولید شده‌است. 